# Sanowo (Litwa)
Sanowo (lit. Senovė) – wieś na Litwie, w okręgu olickim, w rejonie Druskieniki.
W latach 1921–1939 wieś leżała w Polsce, w województwie białostockim, w powiecie grodzieńskim, w gminie Porzecze.
Według Powszechnego Spisu Ludności z 1921 roku zamieszkiwało tu 26 osób, 25 było wyznania rzymskokatolickiego a 1 prawosławnego. Jednocześnie 23 mieszkańców zadeklarowało polską przynależność narodową, 1 białoruską a 2 inną. Było tu 5 budynków mieszkalnych.
Miejscowość należała do parafii rzymskokatolickiej w Kobieli i prawosławnej w Porzeczu. Podlegała pod Sąd Grodzki w Druskiennikach i Okręgowy w Grodnie; właściwy urząd pocztowy mieścił się w Druskiennikach.
W wyniku napaści ZSRR na Polskę we wrześniu 1939 miejscowość znalazła się pod okupacją sowiecką. 2 listopada została włączona do Białoruskiej SRR. 4 grudnia 1939 włączona do nowo utworzonego obwodu białostockiego. Od czerwca 1941 roku pod okupacją niemiecką. 22 lipca 1941 r. włączona w skład okręgu białostockiego III Rzeszy. 
Obecnie w strukturach administracyjnych Litwy.

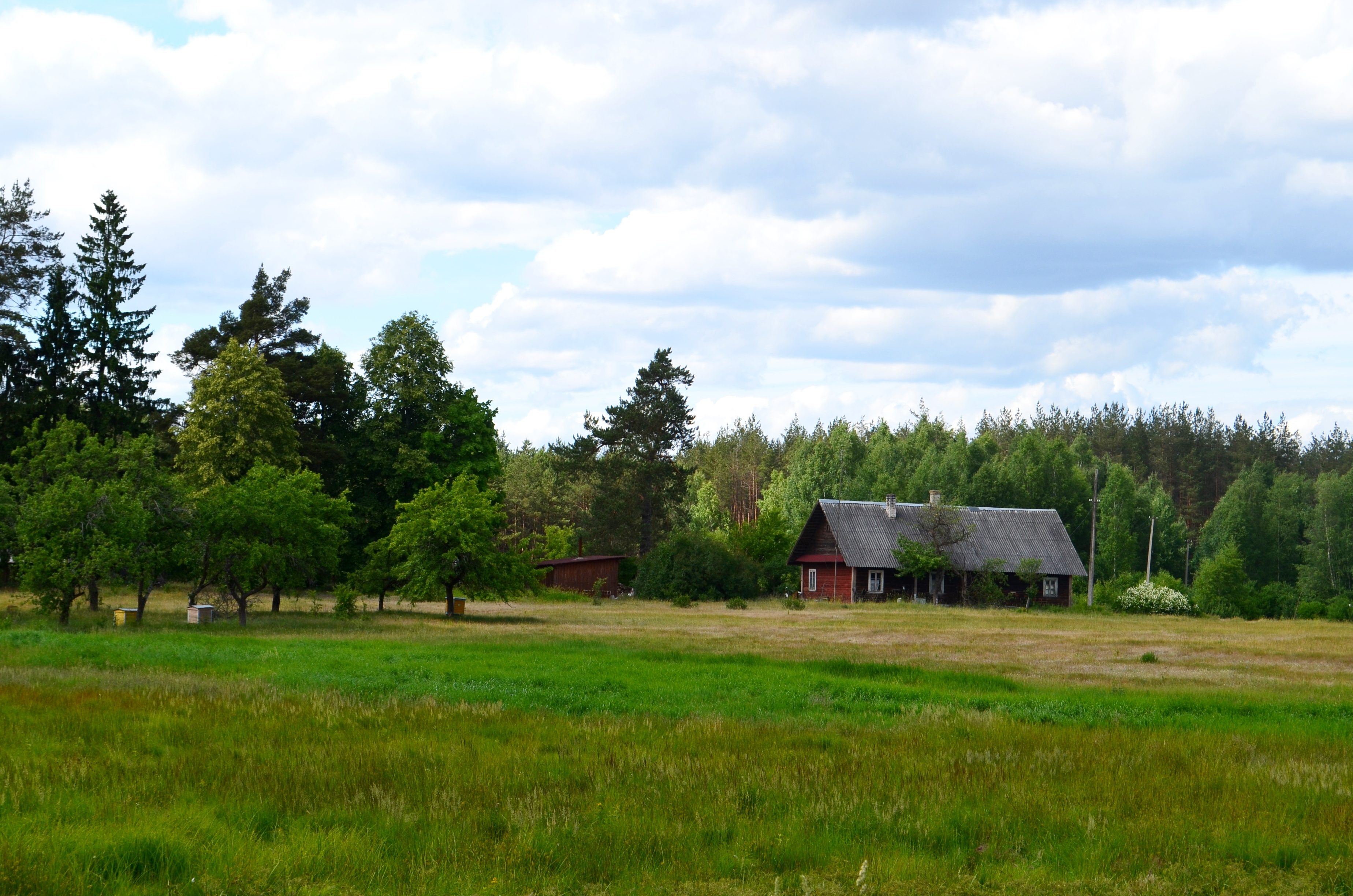
gospodarstwo w Sanowie
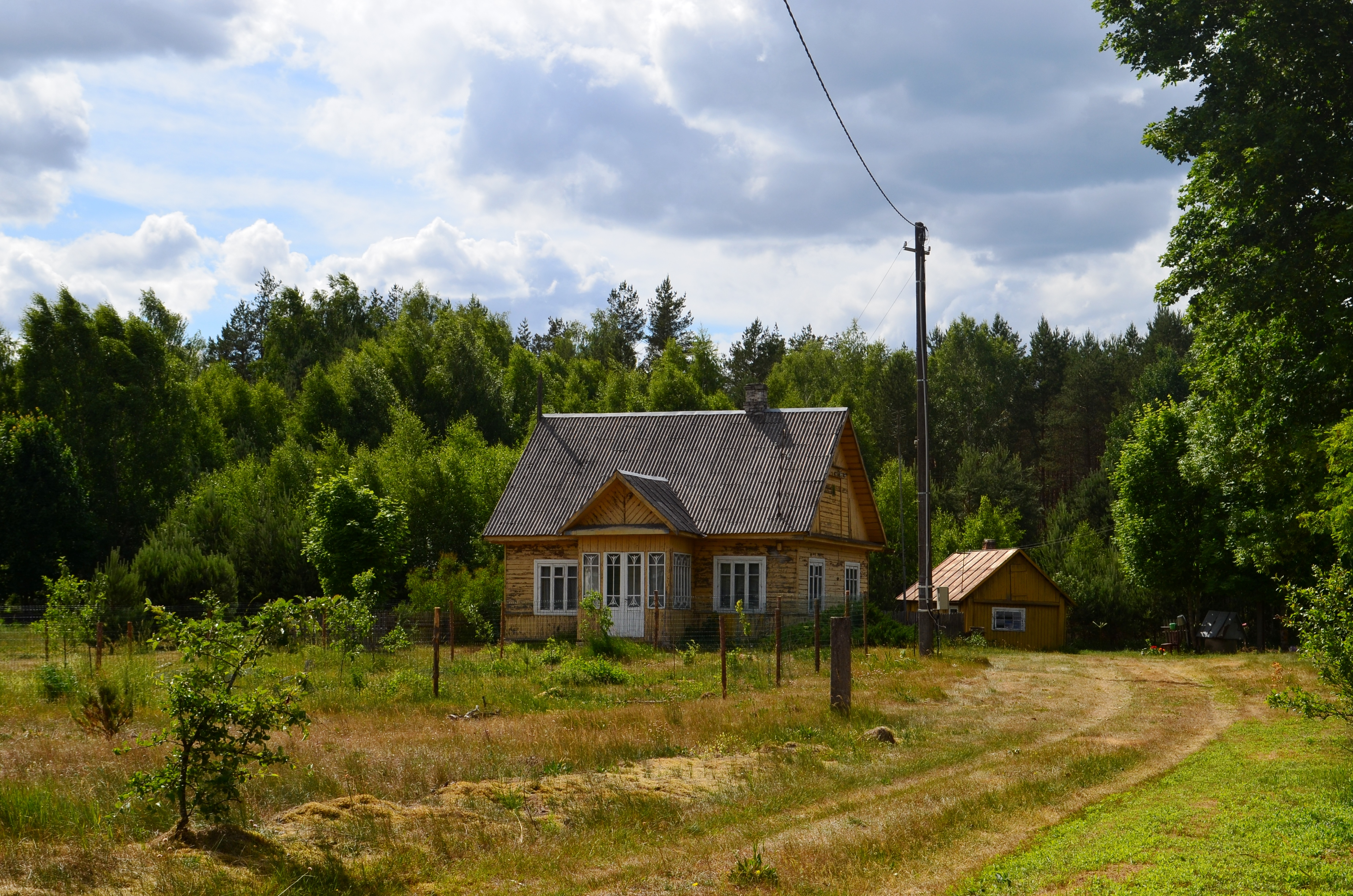
gospodarstwo w Sanowie
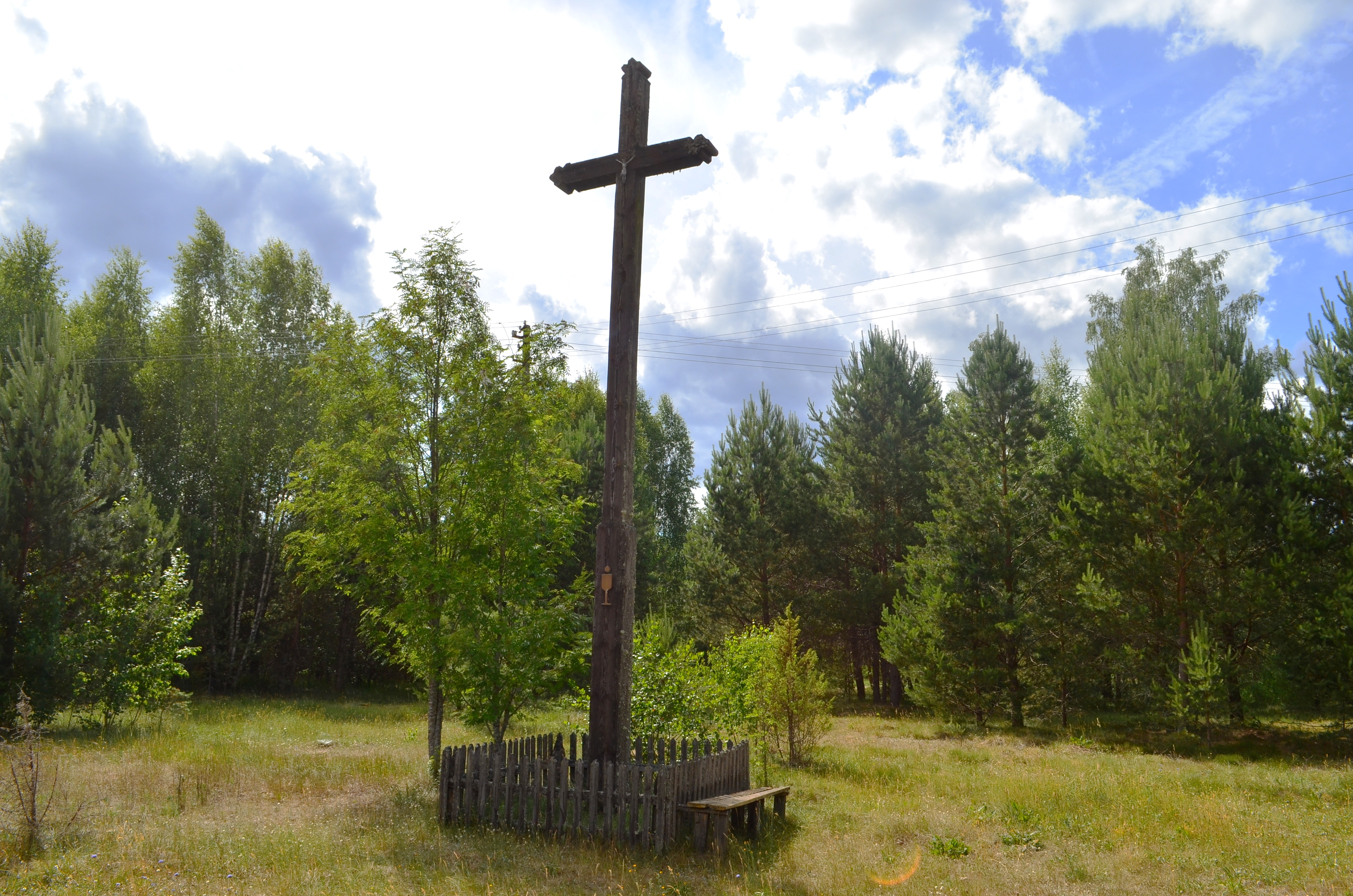
Krzyż we wsi